# Edwin Markham
Charles Edward Anson Markham, né le 23 avril 1852 et décédé le 7 mars 1940, est un poète américain. De 1923 à 1931, il est poète lauréat de l'Oregon.

## Biographie

### Vie familiale
Edwin Markham est né à Oregon City, Oregon, et est le dernier de 10 enfants ; ses parents divorcent peu de temps après sa naissance. À l'âge de quatre ans, il déménage avec sa mère à Lagoon Valley, et entre à l'école chrétienne de Santa Rosa, en Californie. Il garde « Charles » comme prénom jusqu'à environ 1895, avant de changer vers ses 43 ans pour « Edwin ».
En 1898, Markham épouse sa troisième femme, Anna Catherine Murphy (1859-1938), et en 1899 naît leur fils Virgil Markham. Ils s'installent à Rio de Janeiro, au Brésil, en 1900, pour étudier les indigènes et leur mode de vie, puis à New York, où ils vivent à Brooklyn puis à Staten Island. Edwin Markham a, au moment de sa mort, amassé une énorme bibliothèque de plus de 15 000 livres. Cette collection est léguée à la bibliothèque Horrmann du Wagner College, située à Staten Island. Markham a également légué ses documents personnels à la bibliothèque. Les correspondants d'Edwin comprenaient Franklin D. Roosevelt, Ambrose Bierce, Aleister Crowley, Jack et Charmian, London, Carl Sandburg, Florence Earle Coates, et Amy Lowell.

### Carrière

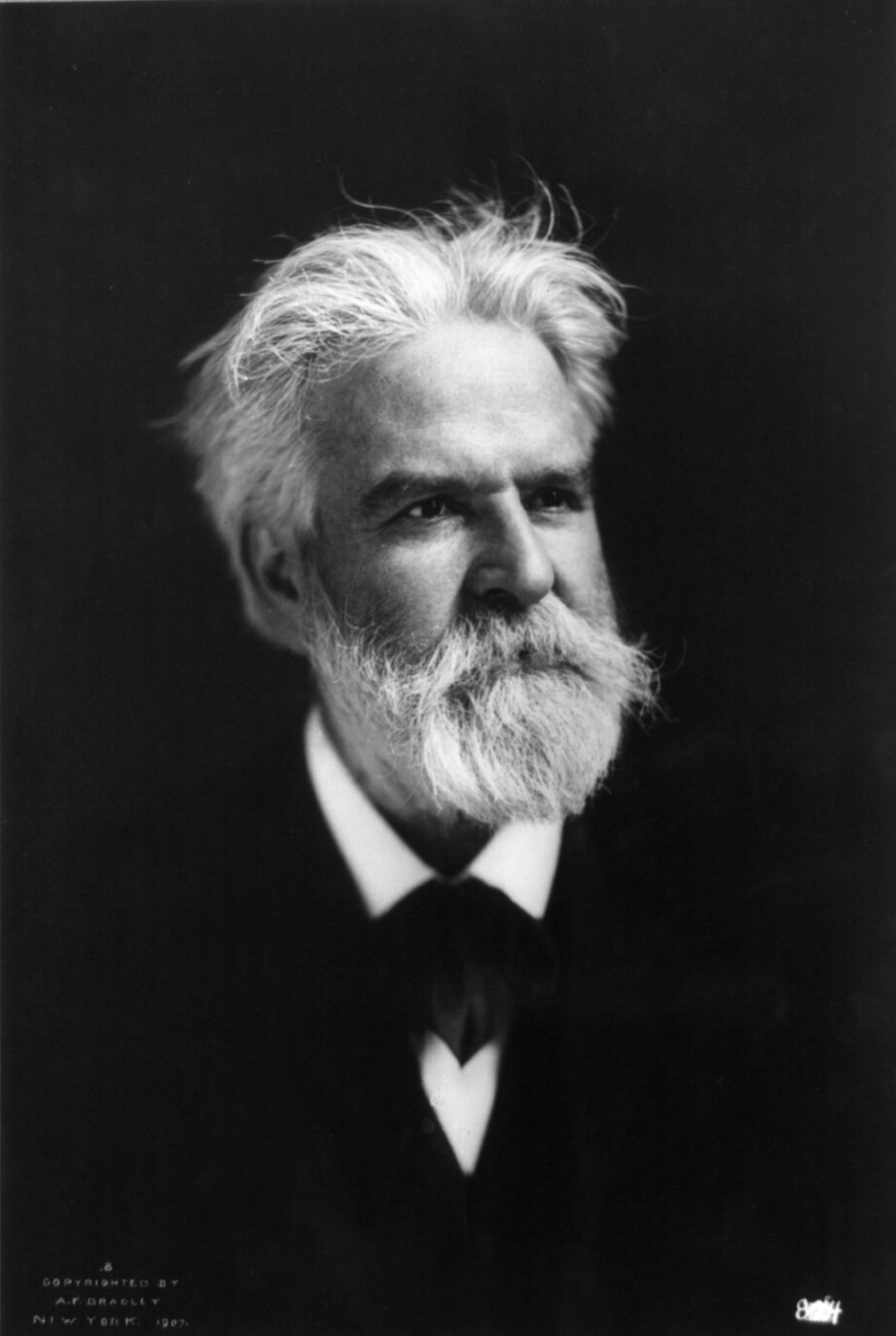
Photographie de Markham dans ses dernières années

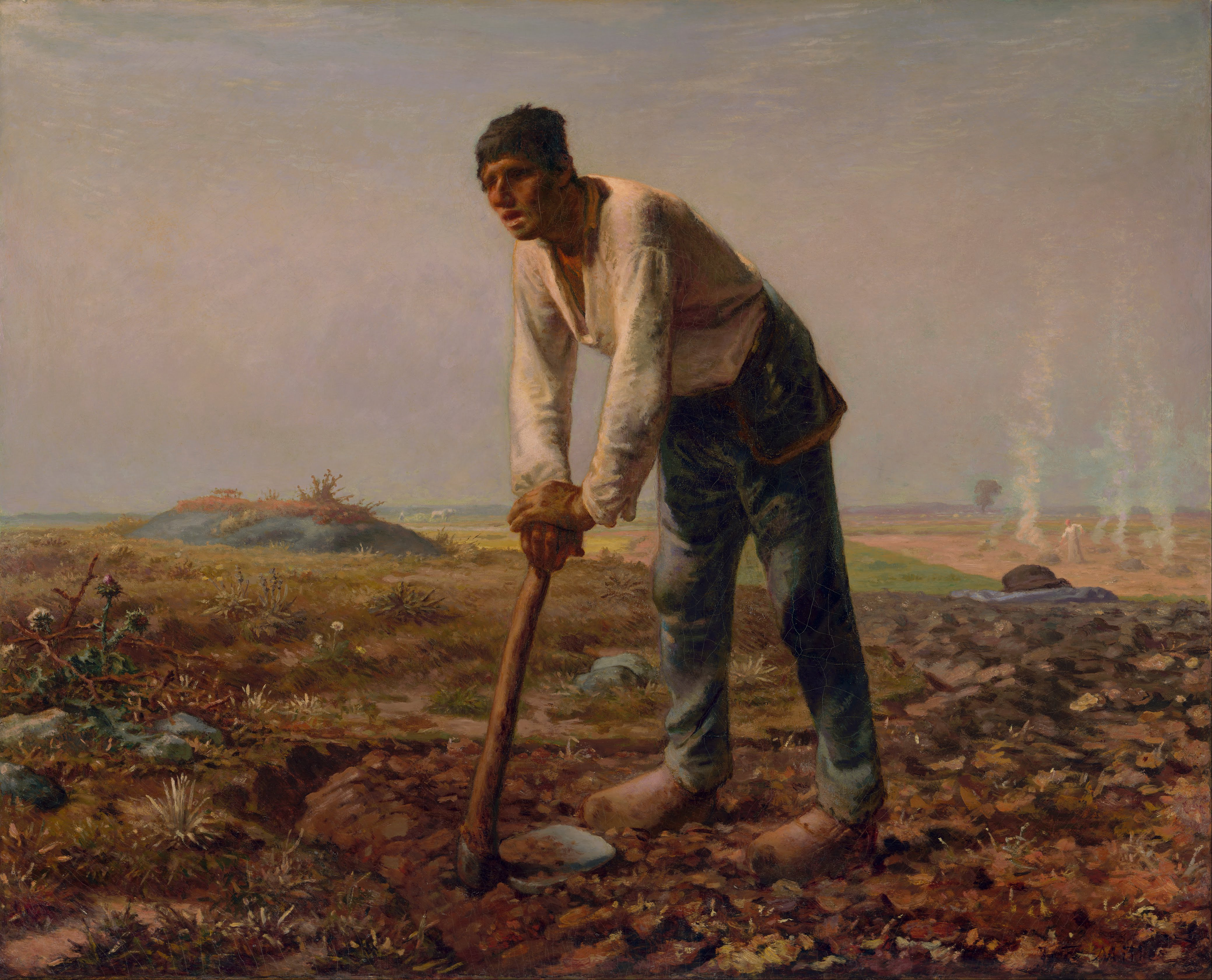
L'Homme à la houe de Jean-François Millet.

Markham enseigne la littérature dans le comté d'El Dorado jusqu'en 1879, date à laquelle il devient responsable de l'éducation du comté. Alors qu'il réside dans le comté d'El Dorado, Markham devient membre de la loge maçonnique de Placerville. Il accepte également  un poste de directeur de la Tompkins Observation School à Oakland, en Californie, en 1890. Pendant son séjour à Oakland, il fait la connaissance de nombreux autres écrivains et poètes contemporains célèbres, tels que Joaquin Miller, Ina Coolbrith, Charles Warren Stoddard et Edmund Clarence Stedman.
Le poème le plus célèbre d'Edwin Markham, L'Homme à la houe, qui met l'accent sur les difficultés des ouvriers, est présenté pour la première fois lors d'une lecture publique de poésie en 1898. Sa principale inspiration était une peinture française homonyme (en français : L'Homme à la houe) de Jean-François Millet. Le poème de Markham est publié et devient très rapidement populaire. À New York, il donne de nombreuses conférences à des groupes ouvriers. Son édition de 1904 des œuvres d'Edgar Allan Poe est suivie de plusieurs volumes de The Real America in Romance, publiés de 1909 à 1927 par l'éditeur new-yorkais W. H. Wise. Ses œuvres éditées comprennent plusieurs recueils de poésie britannique et américaine. Conférencier accompli et populaire, Markham écrit également des essais, des articles de vulgarisation qui discutaient de ses propres approches de composition et des introductions aux œuvres des autres. Parmi ces derniers, ses sujets comprennent John Keats, John Greenleaf Whittier et Henry Wadsworth Longfellow. Ses efforts pour sensibiliser le public aux questions sociales sont couronnés par des contributions à un volume important examinant le travail des enfants, Children in Bondage, en 1914.
En 1922, le poème de Markham Lincoln, the Man of the People est sélectionné parmi 250 entrées pour être présenté lors de l'inauguration du Lincoln Memorial. L'auteur lui-même a lu le poème. Le Dr Henry Van Dyke de Princeton a déclaré à propos du poème : « Le Lincoln d'Edwin Markham est le plus grand poème jamais écrit sur le martyr immortel, et le plus grand qui sera jamais écrit[réf. nécessaire]. » Plus tard cette année-là, Markham est filmé en train de réciter le poème de Lee De Forest avec son procédé de Phonofilm.
Tout au long de la vie ultérieure de Markham, de nombreux lecteurs le considèrent comme une voix importante dans la poésie américaine, une position signifiée par des honneurs tels que son élection en 1908 à l'Académie américaine des arts et des lettres. Malgré ses nombreuses distinctions, cependant, aucun de ses derniers livres n'a atteint le succès des deux premiers.

## Hommages
Six écoles en Californie sont nommées en l'honneur de Markham. Trois écoles primaires se trouvent à Oakland, Vacaville et Hayward, et deux collèges dans le quartier de Los Angeles à Watts, à Placerville et un lycée à San José, le dernier depuis rebaptisé Willow Glen Middle School. Les écoles d'autres États nommés en son honneur comprennent l'école intermédiaire Edwin Markham 51 à Staten Island, l'école élémentaire Edwin Markham au nord de Pasco, Washington DC, l'école élémentaire Edwin Markham au mont Liban, en Pennsylvanie, et l'école élémentaire Markham à Portland, en Oregon.
Le liberty ship Edwin Markham est lancé le 5 mai 1942.
Une rue du quartier de Palomares Hills à Castro Valley, en Californie, porte son nom (Edwin Markham Drive). The Markham Houses est un complexe sur Staten Island, tout comme une rue à proximité. Markham House, sa résidence jusqu'en 1889, se trouve maintenant dans le parc historique de San José et abrite le centre de poésie de San José.

### Recueils de poésie
- 1899 : L'Homme à la houe et autres poèmes
- 1901 : Lincoln et autres poèmes
- 1909-1927 : The Real America in Romance (par l'éditeur new-yorkais WH Wise)[7]
- 1913 : Les Souliers du bonheur et autres poèmes
- 1920 : Portes du Paradis
- 1932 : Quatre-vingts poèmes à quatre-vingts
- 1960 : La Ballade de l'oiseau de potence

### Prose
- 1914 : Enfants dans la servitude
- 1914 : Californie la Merveilleuse